# Campinglejr i storbyen
|  | Denne artikel er oprettet af botten Steenthbot ud fra en ekstern database. Den kan derfor have sproglige fejl eller mangler. Denne skabelon kan fjernes efter kontrol af indholdet. |

Campinglejr i storbyen er en dansk dokumentarisk optagelse fra 1957.

## Handling
Optagelser fra Bellahøj Camping i København juli 1957. Campingpladsen på Bellahøj blev etableret samme år. I pladsens Camping Shop kan man bl.a. købe et "lækkert camping-tæppe" til kr. 16,85.